# Insula Heard și Insulele McDonald
Insula Heard și Insulele McDonald (în engleză Heard Island and McDonald Islands) este un arhipelag nelocuit în Oceanul Indian de sud. Insulele sunt teritorii sub control australian, sub denumirea Territory of Heard Island and McDonald Islands (HIMI). Inițial ele au aparținut de Marea Britanie, dar în anul 1947 au fost cedate Australiei, fiind în prezent administrate de der Australian Antarctic Division of the Department of the Environment and Heritage in Canberra. Cu toate că insulele nu sunt locuite, dețin un Top-Level-Domain: .hm propriu...

## Geografie
Arhipelagul este amplasat la ca. 1500 km de coasta de nord a Antarctidei la 4000 km sud-vest de coasta Australiei și la 4700 km sud-est de coasta africană. Cele mai apropiate puncte sunt insulele Kerguelen la 450 km nord-vest. 
Arhipelagul este compus din insula principală Heard, o insulă mai mică Shag și Insulele McDonald și Flat, ca și o serie de stânci și insulițe. Heard are suprafața de 368 km², iar Insulele McDonald au numai 1 km². Pe insula Heard se află un vulcan activ Vulkan Mawson Peak (2.745 m), fiind mai înalt cu 517 m ca Mount Kosciuszko, cel mai înalt munte de pe continentul australian. Din punct de vedere geologic insula Heard este alcătuită din roci vulcanice și calcare.

## Galerie de imagini

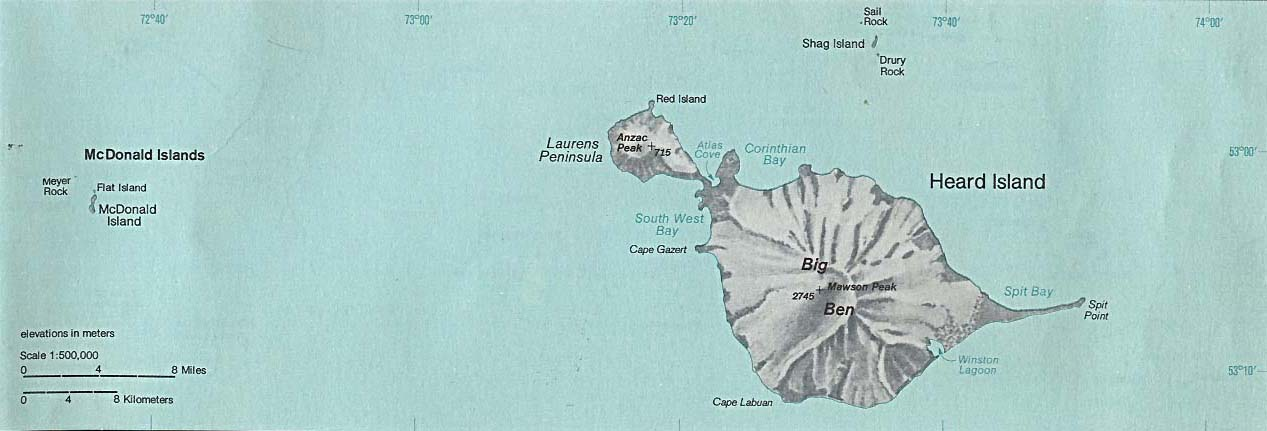
Harta insulelor
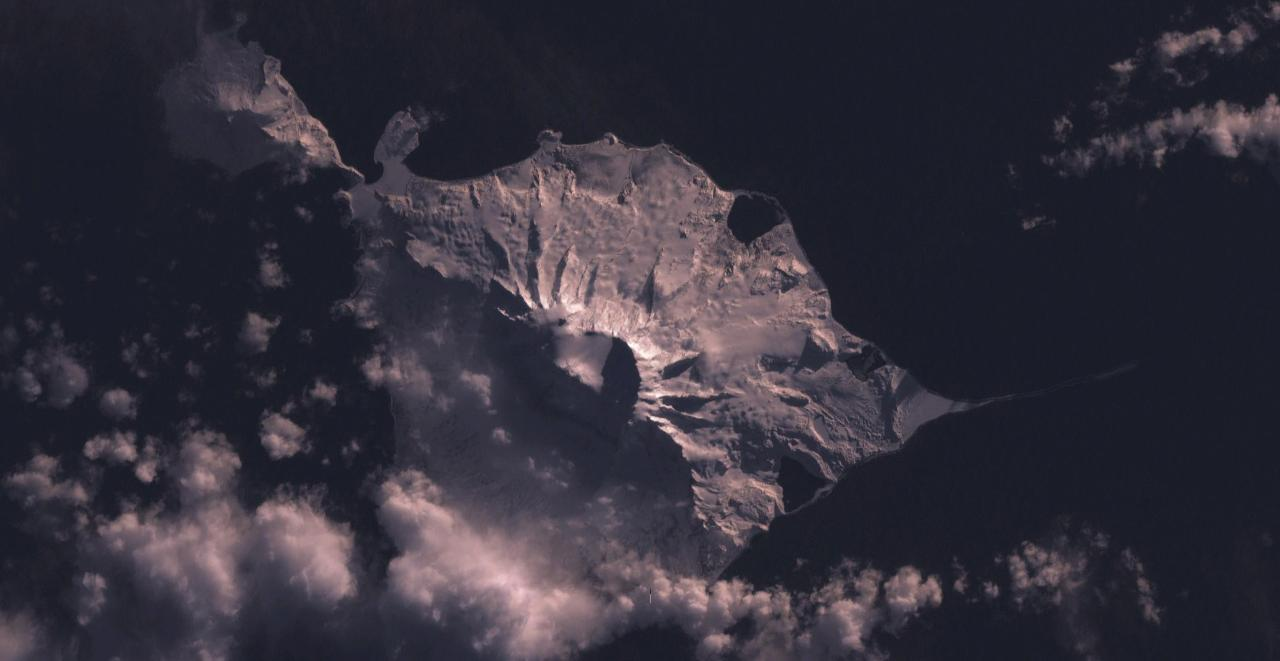
Vulcanul „Big Ben” (Mawson Peak)
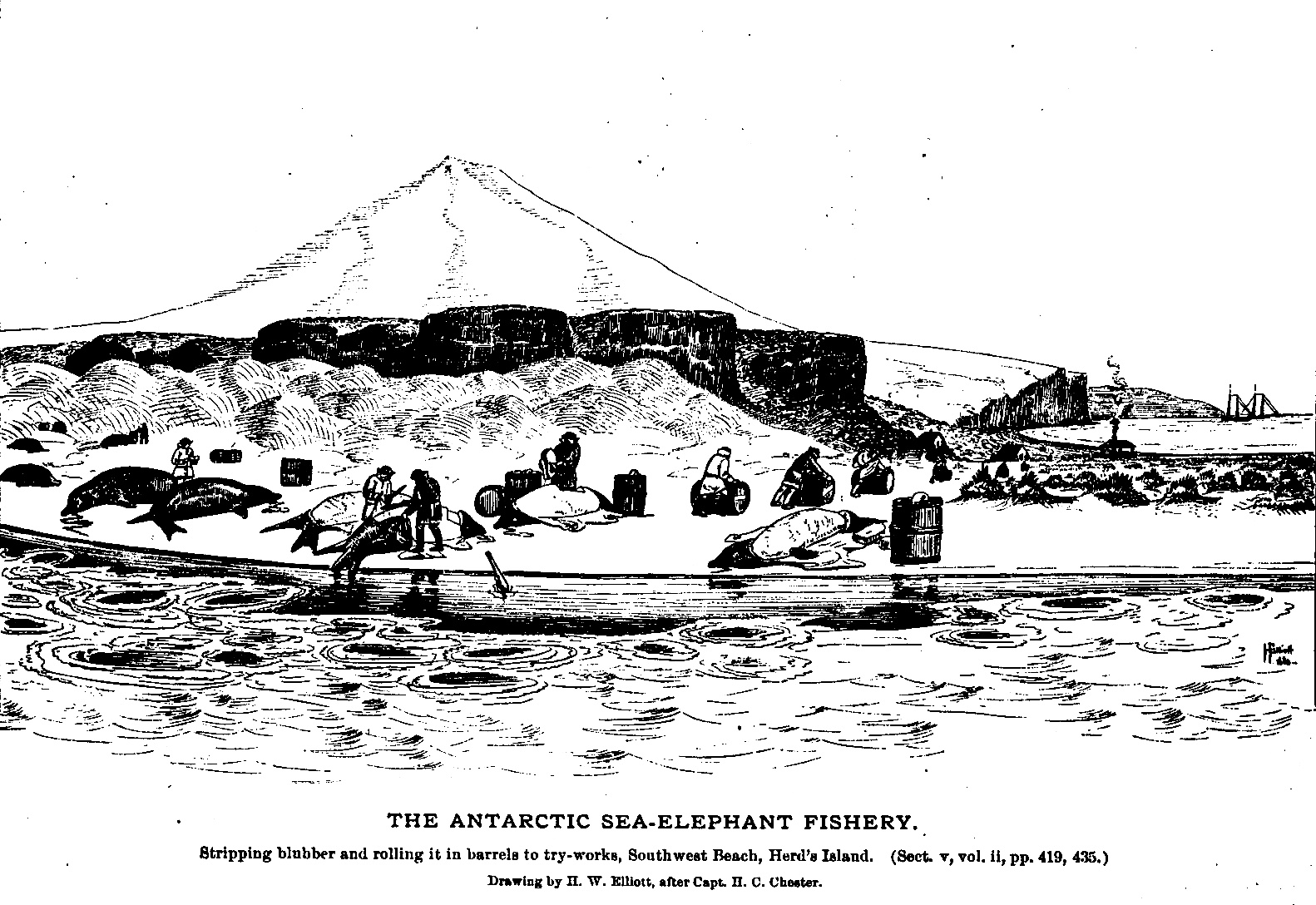
Masacrarea focilor
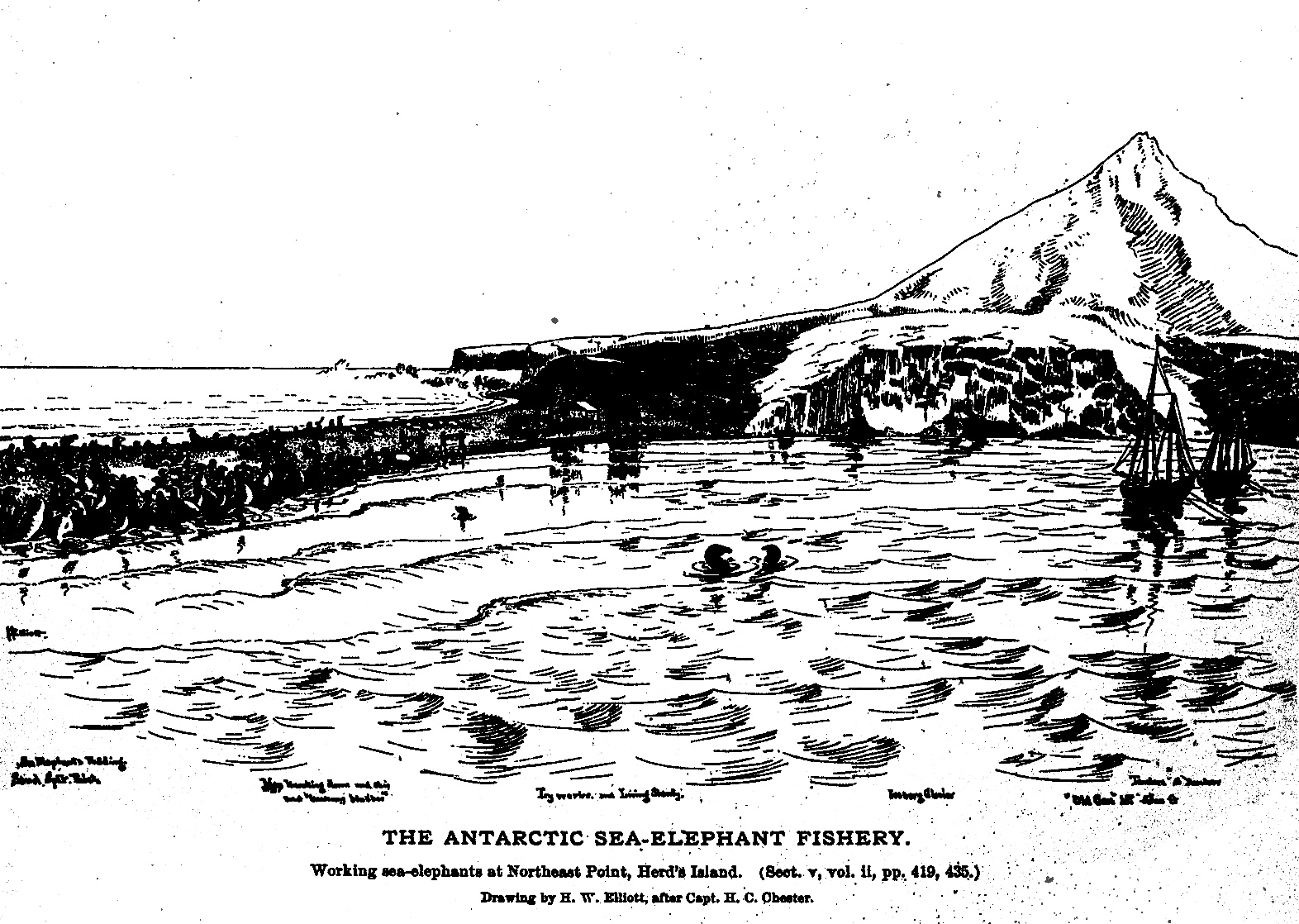
Elefanți de mare